# Comtat de Bliesgau
El comtat de Bliesgau (de Blies o Bleuve, i gau = comarca) fou una jurisdicció feudal del Sacre Imperi Romanogermànic a l'Alta Lorena, a l'est del Saargau a l'entorn del riu Blies afluent del riu Saar al que troba a Sarreguemines (avui a França a la frontera amb Alemanya). Els comtats de Bliesgau (Blesitchowa) i Saargau (Sarachowa) van ser assignats al rei Lluís el Germànic en la partició del 870. Al segle X el Bliesgau i l'alt Saargau apareixen sota govern de la família dels Folmar. Més tard agafa el nom de comtat de Blieskastel pel castell residència dels comtes al Bliesgau.
El primer comte esmentat és Erenfred o Erenfrid ja esmentat com a comte en una donació a l'abadia de Prüm del 20 de desembre del 866, i després en una altra el 877 i una tercera el 13 de juny de 888 "in pago Bliesiggowe in comitatu Ereinfridi". Zuentibold el va tenir com a comte i l'esmenta en una donació al monestir de Saint-Mihiel del 14 d'agost del 895. Encara apareix en un intercanvi de territoris entre l'arquebisbe Hattó i l'abat de Riamnis datada el 904. Fou comte de Charpeigne de vers el 883 al 905 i hauria estat abans comte de Bleisgau vers 865 a 883.
El següent comte fou Odacre o Odoacre esmentat en una donació al comtat a favor de l'abadia de Neumünster datada el 17 de febrer de 893, i subscriu una donació de Zuentibold a Saint-Maximin de Treveris el 28 de gener del 897. Els honors dels comtes Esteve (de Porcien i Yvois?), Odoacre, Gerard i Matfrid foren confiscats el 897, però al cap de pocs mesos es van reconciliar amb Zuentibold i els devien ser retornats. El 898 Zuentibold va desterrar a Renyer I, comte del Maasgau que es va unir a Odoacre que li donava suport, i amb els seus amics i parents es van fer forts a Durfos prop del riu Mosa on foren assetjats. El 899 Regino l'esmenta com a comte i se suposa que ho era a les Ardenes. Podria ser parent del comte de Flandes, Balduí I Braç de Ferro, que era fill d'un Odoacre.
Per un temps no hi ha notícies del comtat; al de Saargau apareix un comte Odoacre, segurament de la mateix família que fundava l'abadia ede Vergaville "in comitatu Saraburg" en carta del 966. Després apareix un Folmar, el tercer noble esmentat amb aquest nom (Folmar I vers 920/930, Folmar II vers 930/975) i el segon esmentat com a comte (però Folmar II no s'assenyala on exercia les funcions). Apareix en una carta de l'abat de Gorze del 14 de setembre de 977 subscrita per Folmeri comites i se l'esmenta en una carta en què es fa referència a la darrera voluntat de Conrad fill del comte Rodolf o Raül d'Yvois, mort en la batalla de Cròtona contra els sarraïns el 26 de setembre del 982. Estava casat amb Berta germana del corobisbe de Trèveris i fou comte per la jurisdicció episcopal de Metz.
El seu fill Folmar (II), quart d'aquest nom (+1026), fou comte episcopal de Metz o Methingau i de Bliesgau; va fundar Saint-Rémy a Luneville. Es va casar amb Gerberga que podria ser Gerberga de Verdun (filla de Godofreu I el Captiu vers 960-1002, comte de les Ardenes, fill de Goteló de Bidgau (fill de Cunegunda i Vigeric de Bidgau). El va succeir el seu fill Godofreu († 1056), casat amb Judit. El germà d'aquest, Folmar, cinquè d'aquest nom, fou el pare d'Herman, abat laic d'Hornbach.
Godofreu va tenir com a successor al seu fill Folmar III, el sisè d'aquest nom († 1075), casat amb Suanaquilda, que va assolir el poder efectiu vers el 1070 al reunir la jurisdicció episcopal amb la reial, però va morir poc després. El seu germà Godofreu II fou abat laic de Neuweiler.
Folmar III va deixar dos fills: Folmar IV que fou comte a Metz, i Godofreu II (anomenat també Godofreu III al considerar al seu oncle) que fou comte a Bleisgau. Folmar IV va fundar Lixheim el 1107 i va morir el 25 de juny de 1111. Vegeu comtat de Metz.
Godofreu II (III) fou comte del 1075 al 1098. L'emperador va donar l'abadia de Hornbach "in pago Blisengowe in comitatu Godefridi" al bisbat de Spira (Speyer) en carta del 1087 subscrita per Godofreu. Es va casar amb Matilde de Luxemburg (filla del comte Conrad I de Luxemburg) qualificada per Alberic de Trois-Fontaines com comtessa de Longwy i de Castres. Godofreu i Matilde foren els pares de: Godofreu I comte de Blieskastel (francès Castel), mort vers 1127; de Folmar, que fou comte d'Hüneburg vers 1105-1133; i d'Helwida que es va casar amb Gerard, comte de Magúncia vers 1084-1106.
Godofreu I de Blieskastel (+1127) fou el pare de Folmar I, que fou el seu successor al comtat i va governar fins a la seva mort el 1179. Va tenir vuit fills més, dels quals Dieteric va succeir al seu oncle Folmar com a comte d'Hüneburg vers 1133 i va morir abans del 1159 deixant tres fills mascles, dels que Godofreu (vers 1159-1175) i Otó (vers 1175-1181) foren comtes d'Hüneburg; i l'altre fill Dieteric fou comte de Werburg (1179-1182) i senyor d'Homburg (1182) i tronc dels comtes i senyors d'Homburg. Dels altres fills de Godofreu I, Gregori fou abat de Prüm vers 1171-1179, Frederic fou comte de Saarwerden (1111-1131) i una filla fou amistançada d'Enric XII duc de Baviera i III Saxònia.
Folmar I de Blieskastel va morir vers 1179 i apareix en documents relatius a l'abadia de Gorze datats vers 1152/1160. Va tenir cinc fills, dels quals, a més del fill gran que va rebre el comtat de Blieskastel, cal esmentar a Enric que fou bisbe de Verdun vers 1181-1186, i a Hug I, que va heretar el comtat de Lunéville (vers 1171-1220, † 1220), casat amb Cunegunda de Kyrburg filla de Conrad I wildgravi i comte de Kyrburg, que fou el pare d'Hug II, comte de Luneville (alemany Lützeltein) que el 1234 es va revoltar contra Mateu II, duc de Lorena, i fou derrotat. Llavors va bescanviar els seus dominis de Lunéville amb una senyoria a l'entorn de Saint-Dié i el comtat de Lunéville fou incorporat al ducat de Lorena.
A Blieskastel el va succeir el seu fill Folmar II casat amb Jutta o Judit de Saarbrücken, filla de Simó I de Saarbrücken. Va morir abans del 1223 i va deixar quatre fills dels quals el successor fou el gran, Enric, mort abans del 13 de desembre del 1237, casat amb Agnes de Sayn (filla d'Enric II de Sayn). Va deixar vuit fills dels quals sis foren filles (Elisabet, Laureta, Metquilda, Imagina, Adelaida i Cunegunda) i dos fills, Joan i Frederic, peo aquestos dos van morir abans que el pare (el 1235 i 1236).
Així l'herència va recaure en Elisabet, la filla gran, anomenada comtessa de Castres (ara equivalent a Blieskastel), que el 26 de març de 1238 va fer homenatge al bisbe de Metz, amb consentiment del seu marit Bertold comte de Sulz, del que es va divorciar el 1238; es va casar en segones noces amb Renald de Lorena fill del duc Ferry II de Lorena, senyor de Bitche, que fou comte consort de Blieskastel. Elisabet s'esmenta per darrer cop el 1273 i el seu marit va morir el 1274. La segona filla Laureta es va casar primer amb el senyor de Rappolstein que va morir abans del 1242, i en segones noces amb Enric IV de Salm (mort 1292 o 1293). Les altres filles es van casar també amb nobles: Metquilda amb Frederic senyor de Blankenheim; Imagina amb Gerlac I d'Isenburg senyor de Limburg; Adelaida amb Godofreu III comte d'Arnsberg; i Cunegunda amb Engelbert I de la Mark (fill d'Adolf comte d'Altena).
Al morir Elisabet sense fills la seva germana Laureta va reclamar la successió que li disputava el duc de Lorena. L'afer va portar la ruïna a Laureta i al seu marit el comte Enric IV (de vegades III) de Salm-Vosges (+ vers 1293) que finalment van haver de vendre el comtat el 1284 al bisbe de Metz, conservant només les senyories de Hünolstein, Bernkastel i Puttlingen en feu del bisbe.

## Llista de comtes de Blisgau
- Erenfred o Erenfrid, comte de Bleisgau vers 865 a 883, comte de Charpeigne vers 883 a 905
- Odacre o Odoacre vers 883-898
- Desconeguts (Folmar I vers 920/930, Folmar II vers 930/975 ?)
- Folmar I (III) vers 975-?
- Folmar II (IV) ?-1026
- Godofreu I 1026-1056
- Folmar III 1056-1075
- Godofreu II (III quan es compte un oncle, abat laic d'Hornbach) 1075-1098, hereta part del Castricum per matrimoni

## Llista de comtes de Blieskastel
- Godofreu I de Blieskastel 1098-1127
- Folmar I 1127-1179
- Folmar II 1179-1223
- Enric 1223-1237
- Elisabet 1237-1273
- Bertold de Sulz 1237-1238 (marit)
- Renald de Bitsche 1239-1274